# 1-й гвардейский бомбардировочный авиационный корпус (второго формирования)
1-й гвардейский бомбардировочный авиационный Смоленско-Берлинский корпус (второго формирования) (1-й гв. бак) — соединение Военно-Воздушных сил (ВВС) Вооружённых Сил РККА, принимавшее участие в боевых действиях Великой Отечественной войны.

## Наименования корпуса
- 1-й гвардейский авиационный корпус дальнего действия;
- 1-й гвардейский авиационный Смоленский корпус дальнего действия;
- 1-й гвардейский бомбардировочный авиационный Смоленский корпус (второго формирования);
- 1-й гвардейский бомбардировочный авиационный Смоленско-Берлинский корпус (второго формирования);
- 51-й гвардейский бомбардировочный авиационный Смоленско-Берлинский корпус;
- 51-й гвардейский тяжёлый бомбардировочный авиационный Смоленско-Берлинский корпус;
- Полевая почта (войсковая часть) 10374[1].

## Создание корпуса
1-й гвардейский бомбардировочный авиационный Смоленский корпус создан 31 декабря 1944 года путём преобразования из 1-го гвардейского авиационного Смоленского корпуса дальнего действия

## Преобразование и расформирование корпуса
1-й гвардейский бомбардировочный авиационный Смоленско-Берлинский корпус в апреле 1946 года был сокращён, из его состава были исключены две дивизии и расформированы.
1-й гвардейский бомбардировочный авиационный Смоленско-Берлинский корпус переименован в 51-й гвардейский тяжёлый бомбардировочный авиационный Смоленско-Берлинский корпус.
В августе 1956 года 51-й гвардейский тяжёлый бомбардировочный авиационный Смоленско-Берлинский корпус расформирован, его соединения и части вошли в прямое подчинение 50-й воздушной армии дальней авиации.

## В действующей армии
В составе действующей армии:
- с 31 декабря 1944 года по 9 мая 1945 года[4], всего 129 дней

## Командир корпуса
- генерал-лейтенант авиации Тупиков Георгий Николаевич[5]. Период нахождения в должности: с 31 декабря 1944 года по апрель 1946 года.
- генерал-майор авиации Кидалинский Николай Михайлович[6]. Период нахождения в должности: с марта 1949 года по сентябрь 1950 года.
- генерал-майор авиации Бровко Иван Карпович[7]. Период нахождения в должности: с сентября 1950 года по август 1953 года.

## В составе объединений
| Объединение                          | Период                  |
| ------------------------------------ | ----------------------- |
| 18-я воздушная армия                 | 31.12.1944 — 05.04.1946 |
| 1-я воздушная армия дальней авиации  | 05.04.1946 — 20.02.1949 |
| 50-я воздушная армия дальней авиации | 20.02.1949 — 01.08.1956 |

## Соединения, части и отдельные подразделения корпуса

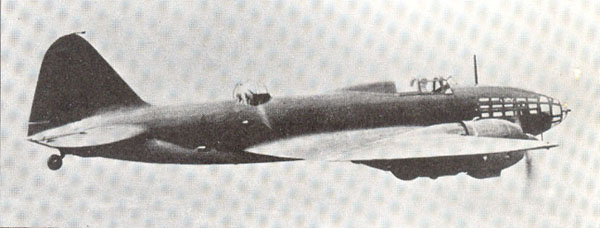
Самолёт Ил-4, состоящий на вооружении большинства полков корпуса

- 11-я гвардейская бомбардировочная авиационная Орловская дивизия[8];
  - 2-й гвардейский бомбардировочный авиационный Смоленский полк (В-25);
  - 5-й гвардейский бомбардировочный авиационный Севастопольский Краснознамённый полк (Ил-4);
  - 16-й гвардейский бомбардировочный авиационный Рижский полк (Ил-4);
- 16-я гвардейская бомбардировочная авиационная Сталинградская дивизия[8];
  - 6-й гвардейский бомбардировочный авиационный Брянско-Берлинский Краснознамённый полк (Ил-4);
  - 17-й гвардейский бомбардировочный авиационный Рославльский полк (Ил-4);
  - 326-й бомбардировочный авиационный полк (Ер-2);
- 36-я бомбардировочная авиационная Смоленская Краснознамённая дивизия[8];
  - 28-й гвардейский бомбардировочный авиационный Смоленско-Берлинский Краснознамённый полк (Ил-4);
  - 108-й бомбардировочный авиационный Рижский Краснознамённый полк (Ил-4);
  - 240-й гвардейский бомбардировочный авиационный Севастопольско-Берлинский Краснознамённый полк (Ил-4);
- 48-я бомбардировочная авиационная Рижская дивизия[8];
  - 30-й гвардейский бомбардировочный авиационный Смоленский Краснознамённый полк (Ил-4);
  - 109-й бомбардировочный авиационный Рижский Краснознамённый полк;
  - 330-й бомбардировочный авиационный полк (Ер-2).

### Боевой состав на 1946 год
- 11-я гвардейская бомбардировочная авиационная Орловская дивизия[9];
- 57-я бомбардировочная авиационная Смоленская Краснознамённая дивизия[9].

## Участие в операциях и битвах
- Висло-Одерская наступательная операция — с 12 января 1945 года по 3 февраля 1945 года.
- Восточно-Прусская операция — с 13 января 1945 года по 25 апреля 1945 года.
- Восточно-Померанская операция — с 20 февраля 1945 года по 4 апреля 1945 года.
- Кенигсбергская операция — с 6 апреля 1945 года по 9 апреля 1945 года.
- Берлинская операция — с 16 апреля 1945 года по 8 мая 1945 года.

## Почётные наименования
- 11-й гвардейской бомбардировочной авиационной Орловской Краснознамённой дивизии присвоено почётное наименование «Берлинская»[10];
- 1-му гвардейскому бомбардировочному авиационному Смоленскому корпусу присвоено почётное наименование «Берлинский»[10];
- 2-му гвардейскому бомбардировочному авиационному Смоленскому Краснознамённому полку присвоено почётное наименование «Будапештский»[11];
- 6-му гвардейскому бомбардировочному авиационному Брянскому полку присвоено почётное наименование «Берлинский»[10];
- 28-му гвардейскому бомбардировочному авиационному Смоленскому Краснознамённому полку присвоено почётное наименование «Берлинский»[10];
- 240-му гвардейскому бомбардировочному авиационному Севастопольскому Краснознамённому полку присвоено почётное наименование «Берлинский»[10].

## Награды

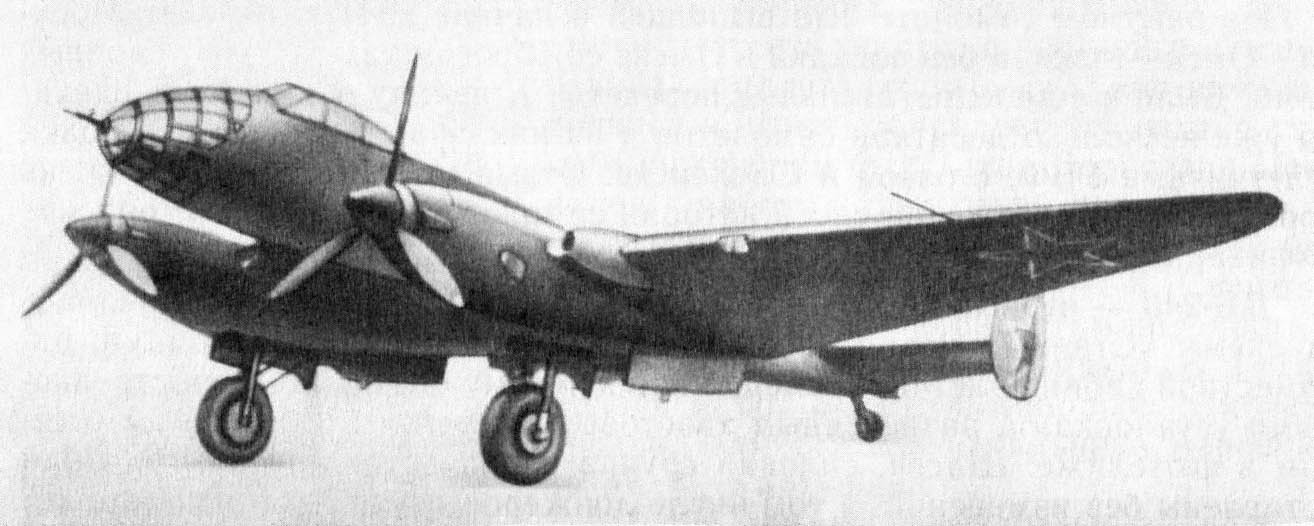
Самолёт Ер-2, состоящий на вооружении 330-го и 326-го бап

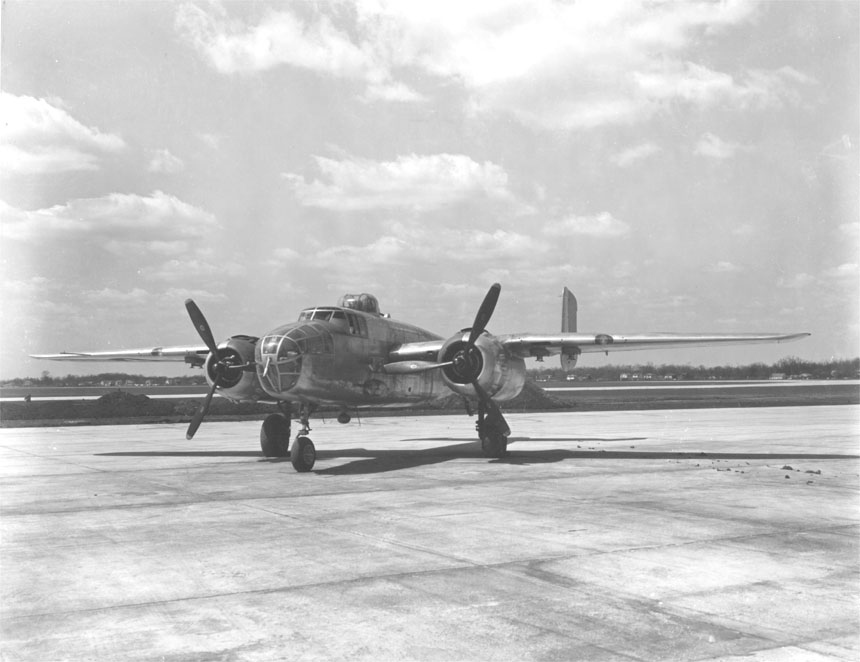
Самолёт В-25, состоящий на вооружении 2-го гвардейского бап

- 11-я гвардейская бомбардировочная авиационная Орловская дивизия за образцовое выполнение заданий командования при овладении городом Будапешт Указом Президиума Верховного Совета СССР от 5 апреля 1945 года награждена орденом «Боевого Красного Знамени».
- 2-й гвардейский бомбардировочный авиационный Смоленско-Будапештский Краснознамённый полк Указом Президиума Верховного Совета СССР от 18 августа 1945 года награждён орденом «Боевого Красного Знамени».
- 5-й гвардейский бомбардировочный авиационный Севастопольский полк Указом Президиума Верховного Совета СССР от 18 августа 1945 года награждён орденом «Боевого Красного Знамени».
- 6-й гвардейский бомбардировочный авиационный Брянско-Берлинский полк Указом Президиума Верховного Совета СССР от 18 августа 1945 года награждён орденом «Боевого Красного Знамени».
- 240-й гвардейский бомбардировочный авиационный Севастопольско-Берлинский полк Указом Президиума Верховного Совета СССР от 18 августа 1945 года награждён орденом «Боевого Красного Знамени».

## Благодарности Верховного Главнокомандующего
Воинам корпуса объявлены благодарности Верховного Главнокомандующего:
- За отличие в боях при овладении литовским городом Клайпеда (Мемель) — важным портом и сильным опорным пунктом обороны немцев на побережье Балтийского моря, при завершении полного очищения Советской Литвы от немецких захватчиков[12].
- За отличие в боях при разгроме окружённой группировки противника в Будапеште и овладении столицей Венгрии городом Будапешт — стратегически важным узлом обороны немцев на путях к Вене[13].
- За отличие в боях при разгроме группы немецких войск юго-западнее Кёнигсберга[14].
- За отличие в боях при овладении городом и крепостью Гданьск — важнейшим портом и первоклассной военно-морской базой немцев на Балтийском море[15].
- За отличие в боях при овладении крепостью и главным городом Восточной Пруссии Кенигсберг — стратегически важным узлом обороны немцев на Балтийском море[16].
- За отличие в боях при овладении городами Франкфурт-на-Одере, Вандлитц, Ораниенбург, Биркенвердер, Геннигсдорф, Панков, Фридрихсфелъде, Карлсхорст, Кепеник и вступление в столицу Германии город Берлин[17].
- За отличие в боях при разгроме берлинской группы немецких войск и овладением столицы Германии городом Берлин — центром немецкого империализма и очагом немецкой агрессии[18].
- За отличие в боях при овладении портом и военно-морской базой Свинемюнде — крупным портом и военно-морской базой немцев на Балтийском море[19].

## Статистика боевых действий
За период боевых действий соединения корпуса совершили 3524 боевых вылета, сбросив 3001 тонн бомб.

В ходе Берлинской наступательной операции корпус совершил 948 боевых вылетов, сбросив 1203 тонн бомб.